# Teresa Weißbach

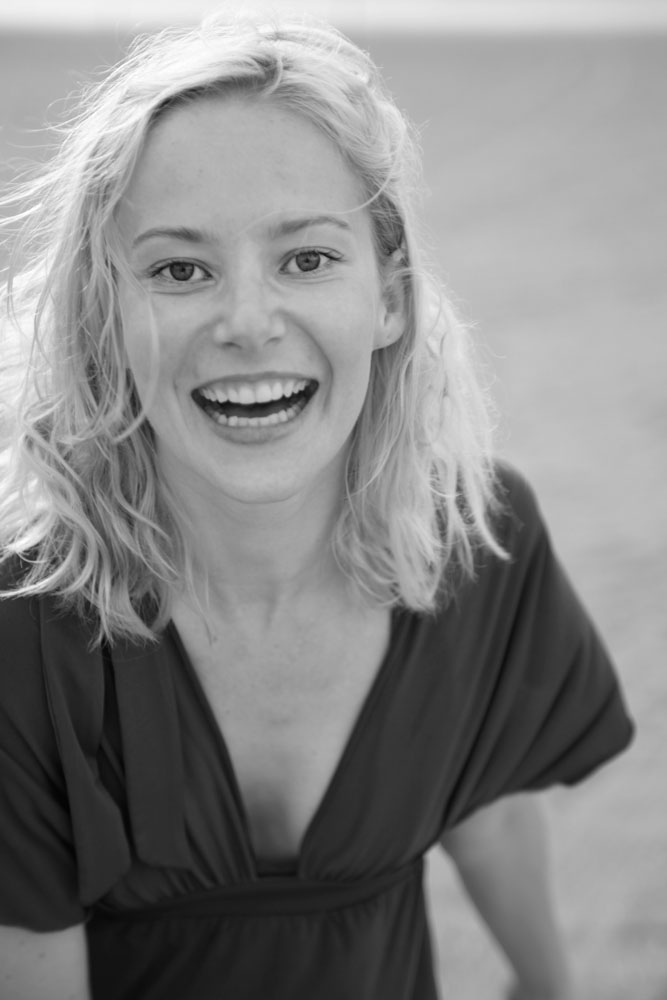
Teresa Weißbach (2010)

Teresa Weißbach (* 26. April 1981 in Zwickau) ist eine deutsche Schauspielerin. Ihren Durchbruch hatte sie 1999 als Miriam Sommer in Leander Haußmanns Filmkomödie Sonnenallee. Seitdem trat sie neben zahlreichen Theaterinszenierungen in über 50 Film- und Fernsehproduktionen vor die Kamera.

## Leben
Teresa Weißbach wuchs in Stollberg auf. Ihre Eltern betrieben dort eine Bäckerei. Weißbach lebt in Berlin und ist in einer Beziehung mit dem Regisseur Carsten Fiebeler.
Am 25. April 2012 wurde sie vom Landrat des Erzgebirgskreises, Frank Vogel, zu einer Botschafterin dessen ernannt.

## Werdegang

### Ausbildung und Theater
Nachdem Weißbach bereits im Alter von zehn Jahren Mitglied im Kinder- und Jugendtheater wurde, studierte sie von 1999 bis 2003 an der Hochschule für Musik und Theater in Rostock und schloss als Diplom-Schauspielerin ab. Sie trat während dieser Zeit am Volkstheater in Rostock und am Mecklenburgischen Staatstheater in Schwerin auf, unter anderem als Ismene in Antigone. Im Sommer 2004 stand Weißbach bei den Bayreuther Festspielen auf der Bühne, von 2005 bis 2007 folgte ein Engagement am Burgtheater in Wien. In Das Maß der Dinge war sie 2009 als Evelyn in den Hamburger Kammerspielen zu sehen. In 34 Vorstellungen spielte Weißbach 2012 en suite die Nora in Harald Demmers Inszenierung NORA- oder ein Puppenheim am Alten Schauspielhaus in Stuttgart. 2010 trat sie mit ihrem eigenproduzierten theatralischen Liederabend In der Bar zum Crocodil auf.
Im Sommer 2011 stand sie in der Uraufführung Die Geschichte des Joseph Süß Oppenheimer genannt ‚Jud Süß‘ bei den 10. Nibelungenfestspielen Worms in der Rolle der Herzogin Marie-Auguste unter der Regie von Dieter Wedel auf der Bühne. Bei den 1. Zwingerfestspielen 2011 in Dresden (inszeniert ebenfalls von Dieter Wedel) war sie in der Uraufführung Die Mätresse des Königs als Titelrolle Anna Constantia Gräfin von Hoym, die spätere Gräfin Cosel, zu sehen. 2012 stand sie erneut unter Wedels Regie in der Inszenierung Das Vermögen des Herrn Süß vor 1200 Zuschauern in Worms auf der Bühne.

### Film und Fernsehen
Im Alter von 17 Jahren debütierte Weißbach als Miriam Sommer in einer der Hauptrollen in Leander Haußmanns Filmkomödie Sonnenallee auf der Kinoleinwand. Eine weitere Rolle im Kino hatte sie 2004 als Britt in Jakob Schäuffelens Abgefahren – Mit Vollgas in die Liebe mit Felicitas Woll in der Hauptrolle. 2005 spielte sie im Historiendrama „Schiller“, dem Hauptprojekt der ARD zum 200. Todestag des Dichters, als junge Schauspielerin Katharina Baumann an der Seite von Matthias Schweighöfer. Unter der Regie ihres Ehemanns Fiebeler wirkte sie 2013 und 2014 in den Märchenfilmen Die goldene Gans (als neugierige Wirtstochter Helene) und Siebenschön (als  Prinzessin Zilly) mit. Ebenfalls 2014 übernahm sie in dem Episodenfilm Toilet Stories die Hauptrolle der aufstrebenden Nachwuchsschwimmerin Loni Nordahl.
Neben zahlreichen Rollen in Film- und Fernsehproduktionen hat sie feste Engagements in verschiedenen Fernsehserien und -reihen. In der ARD-Arztserie Familie Dr. Kleist übernahm sie 2004 in mehreren Folgen die Rolle der Sprechstundenhilfe Nina Wertheimer. Seit 2019 gehört Teresa Weißbach in der ZDF-Samstagskrimireihe Erzgebirgskrimi als Försterin Saskia Bergelt zum Hauptcast. Daneben hatte sie aber auch zahlreiche Gastrollen, u. a. in Berlin, Berlin, Großstadtrevier, Tatort, Ein starkes Team, Polizeiruf 110, München Mord, Wilsberg, In aller Freundschaft und in den verschiedenen SOKO-Sendeformaten.

## Filmografie

### Kino
- 1999: Sonnenallee
- 2004: Die Boxerin
- 2004: Abgefahren – Mit Vollgas in die Liebe
- 2009: Armee der Stille – La Isla Bonita
- 2012: Offroad
- 2014: Toilet Stories

### Fernsehen

#### Fernsehfilme
- 2004: Käthchens Traum
- 2005: Schiller
- 2006: Tatort: Das ewig Böse
- 2007: Giganten: Goethe - Magier der Leidenschaften
- 2008: Gonger – Das Böse vergisst nie
- 2008: Mein Herz in Chile
- 2010: Gonger 2 – Das Böse kehrt zurück
- 2010: Ein Sommer in … Kapstadt
- 2010: Alles Liebe
- 2011: Frischer Wind
- 2011: Nach der Hochzeit bin ich weg!
- 2013: Die goldene Gans
- 2014: Julia und der Offizier
- 2014: Für immer ein Mörder – Der Fall Ritter
- 2014: Winnetous Weiber
- 2014: Siebenschön
- 2016: Kästner und der kleine Dienstag

#### Fernsehserien und -reihen
- 2003: Berlin, Berlin (Folge Ex und hopp)
- 2004: Familie Dr. Kleist (13 Folgen)
- 2005: Großstadtrevier (Folge Blackout)
- 2005: Wolffs Revier (Folge Von Liebe und Hass)
- 2006: Tatort: Das ewig Böse (Fernsehreihe)
- 2008: Heimatkrimi – Freiwild. Ein Würzburg-Krimi (Fernsehreihe)
- 2008: Ein starkes Team: Hungrige Seelen (Fernsehreihe)
- 2010: Countdown – Die Jagd beginnt (Folge Zeugin)
- 2010: Lasko – Die Faust Gottes (Folge Schwestern im Glauben)
- 2012: Heimatkrimi – Bamberger Reiter. Ein Frankenkrimi
- 2013: Der Bergdoktor (Folge Keine Zukunft)
- 2015: Der Staatsanwalt (Folge Im falschen Leben)
- 2016: München Mord: Wo bist Du, Feigling? (Fernsehreihe)
- 2016: Polizeiruf 110: Wölfe (Fernsehreihe)
- 2016, 2021: Notruf Hafenkante (verschiedene Rollen, 2 Folgen)
- 2017: Wilsberg: MünsterLeaks (Fernsehreihe)
- 2018: Hubert und Staller (Folge Überfall postum)
- 2019: In aller Freundschaft (Folge Kleiner Kosmonaut)
- 2019: Der Kroatien-Krimi – Der Mädchenmörder von Krac (Fernsehreihe)
- seit 2019: Erzgebirgskrimi (Fernsehreihe) → siehe Besetzung
- 2020: Die Rosenheim-Cops (Folge Ein verräterischer Duft)
- 2021: Bettys Diagnose (Folge Für immer verbunden)
- 2021: SOKO Stuttgart (Folge #Metoo)
- 2025: Löwenzahn (Folge Pferde - Sheriff von Bärstadt)

## Theater (Auswahl)
- 2001: Antigone (Ismene), Volkstheater in Rostock
- 2002–2003: Kasimir und Karoline (Dem Merkel Franz seine Erna), Mecklenburgisches Staatstheater
- 2002–2003: Mephisto (Barbara Bruckner), Mecklenburgisches Staatstheater
- 2002–2003: Push Up 1–3 (Sabine), Mecklenburgisches Staatstheater
- 2002–2003: Gestochen scharfe Polaroids (Nadia), Mecklenburgisches Staatstheater
- 2004: Othello (Desdemona), Staatsschauspiel Nürnberg
- 2004: Der Ring des Nibelungen (Waldvogel), Bayreuther Festspiele
- 2005: Der Kirschgarten (Varja), Burgtheater Wien
- 2006: Blackbird (Una), Burgtheater Wien
- 2006: Der Verschwender (Fee Cheristane), Burgtheater Wien
- 2007: Boatpeople (Model), Burgtheater Wien
- 2009: Das Maß der Dinge (Evelyn), Hamburger Kammerspiele
- 2011: Die Geschichte des Joseph Süß Oppenheimer genannt „Jud Süß“ (Herzogin Marie-Auguste), Nibelungenfestspiele Worms
- 2011: Die Mätresse des Königs (Anna Constantia Gräfin von Hoym, die spätere Gräfin Cosel), Zwingerfestspiele Dresden
- 2012: Nora oder ein Puppenheim (Nora), Altes Schauspielhaus in Stuttgart
- 2013: The Rocky Horror Show (Janet), Mecklenburgisches Staatstheater